# Bob Matsui
Robert Takeo (Bob) Matsui (ur. 17 września 1941, zm. 1 stycznia 2005) – amerykański polityk, pochodzący z rodziny emigrantów japońskich.
Urodził się w Sacramento (Kalifornia). Jako półroczne dziecko znalazł się − razem z rodzicami − w obozie internowania Tule Lake dla osób pochodzenia japońskiego, zorganizowanym przez władze USA po ataku na Pearl Harbor. W późniejszych latach był jednym z inicjatorów aktu oficjalnych przeprosin rządu federalnego (1988) za traktowanie obywateli amerykańskich pochodzenia japońskiego w czasie II wojny światowej. W efekcie m.in. jego działań utworzono muzeum pamięci tych zdarzeń w byłym obozie Manzanar.
Studiował prawo na Uniwersytecie Kalifornijskim w Berkeley oraz w Hastings College of Law (ukończył w 1966). W 1967 rozpoczął praktykę prawniczą w Sacramento. W 1971 został wybrany do rady miejskiej Sacramento, w 1977 został zastępcą burmistrza.
Od 1978 zasiadał w Izbie Reprezentantów USA jako reprezentant kalifornijskiej Partii Demokratycznej. Pełnił mandat parlamentarny przez 13 kadencji, do końca życia; zmarł krótko po zwycięskich wyborach jesienią 2004. W chwili śmierci pełnił funkcję przewodniczącego Komitetu Partii Demokratycznej ds. Kampanii do Kongresu.
Był mężem Doris Matsui.